# Ali Javan

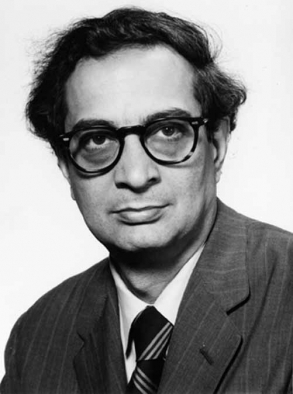
Ali Javan

Ali Javan (* 26. Dezember 1926 in Teheran; † 12. September 2016) war ein iranischer Physiker am Massachusetts Institute of Technology (MIT). Zusammen mit William R. Bennett und Donald Richard Herriott entwickelte er 1960 den Helium-Neon-Laser.

## Leben
Javans Eltern stammten aus Täbris. Er graduierte an der Alborz High School und begann sein Studium an der Universität Teheran. 1948 ging er in die USA, wo er 1954 an der Columbia University seinen Doktor in Physik erlangte. Danach war er dort Post-Doktorand, bis er im September 1958 in der Forschungsgruppe der Bell Telephone Laboratories in Murray Hill, New Jersey anfing. Dort erdachte er das Prinzip des Gaslasers. 1961 ging er als außerordentlicher Professor der Physik an das MIT, ab 1964 als Professor.
1961 wurde er Fellow der American Physical Society, 1964 wurde er in die American Academy of Arts and Sciences gewählt, 1974 in die National Academy of Sciences. 1975 erhielt er von der Optical Society of America die Frederic Ives Medal, 1993 den Albert Einstein World Award of Science.